# Jean-Pierre Lledo
Jean-Pierre Lledo (Tlemcen, Algèria, 31 d'octubre de 1947) és un cineasta i col·laborador del webs Causeur i Riposte Laïque.

## Biografia
Jean-Pierre Lledo és d'Algèria per la seva mare jueva i, des de fa quatre generacions, pel seu pare d'origen espanyol. Va haver de marxar d'Algèria el 1993, davant les amenaces islamistes. Director de cinema, les seves pel·lícules es dediquen majoritàriament al fracàs del somni d'una Algèria independent i multiètnica. La seva pel·lícula Algérie, histoires à ne pas dire va ser prohibida a Algèria el 2007.
Ha publicat dos llibres sobre el món àrab: La Révolution démocratique dans le monde arabe, Ah! si c’était vrai… (2012) i Le Monde arabe face à ses démons, Nationalisme, Islam, et Juifs (2013).

## Obres

### Documentals
- 1982: L’empire des rêves, 2h, color, 35 mm.
- 1988: Lisette Vincent, une femme Algérienne, 1h40, color.
- 1989: Lumières, 1h50, 35 mm couleur.
- 2003: Un rêve algérien, 2003, 35 mm. Color. Versió subtitulada en anglès
- 2004: Algéries, mes fantômes, 1h46. Color. Versió francesa subtitulada en anglès
- 2007: Algérie, histoires à ne pas dire.
- 2020: Israël, le voyage interdit

### Migmetratges documentals
- Jean Pélégri, alias Yahia El Hadj, 2001, 57 minuts. Color.
- L’oasis de la Belle de Mai, 1996, 59 minuts, color.
- Chroniques algériennes, 1994, 52 minuts, color.

### Llibres
- Révolution démocratique dans le monde arabe:Ah! si c'était vrai…, Armand Colin, 2012.
- Le monde arabe face à ses démons: Nationalisme, Islam et Juifs, 2013.

## Premis i distincions
- FIPA-2005, Menció especial a la 5a Biennale des films du monde arabe, Paris per Algéries, mes fantômes.
- 1r Premi del documental per Un rêve algérien, Montréal en 2004.
- Bateau perdu, menció especial del jurat al Festival d'Auxerre en 1995.
- Les Ancêtres, Gran Premi del Festival Internacional de Cinema Científic d'Alger el 1993.
- La mer est bleue, le ciel aussi, Clau de Plata al Festival Lorquin l'any 1991. Premiat al Festival Video-psy de París del mateix any.
- Premi al millor actor, per L’empire des rêves, Festival de Damasc en 1985.